# Mainleithen
Mainleithen ist ein Gemeindeteil der Stadt Bad Berneck im Fichtelgebirge im Landkreis Bayreuth (Oberfranken, Bayern). Mainleithen liegt in der Gemarkung Goldmühl.

## Geografie
Der Weiler liegt rechts des Weißen Mains in Hanglage. Ein Anliegerweg führt 200 Meter südöstlich zur Bundesstraße 303. Ein Wirtschaftsweg führt nach Rödlasberg (0,6 km nordöstlich).

## Geschichte
Gegen Ende des 18. Jahrhunderts gehörte Mainleithen zur Realgemeinde Goldmühl.
Von 1797 bis 1810 unterstand Mainleithen dem Justiz- und Kammeramt Gefrees. Infolge des Ersten Gemeindeedikts wurde Mainleithen dem 1812 gebildeten Steuerdistrikt Goldkronach und der zugleich entstandenen Ruralgemeinde Goldmühl zugewiesen. Im Zuge der Gebietsreform in Bayern wurde die Gemeinde Mainleithen am 1. Januar 1978 in Bad Berneck im Fichtelgebirge eingegliedert.

### Einwohnerentwicklung
| Jahr      | 001818 | 001861 | 001871 | 001885 | 001900 | 001925 | 001950 | 001961 | 001970 | 001987 |
| Einwohner | *      | *      | *      | *      | *      | *      | *      | *      | 14     | 14     |
| Häuser    | *      |        |        | *      | *      | *      | *      | *      |        | 4      |
| Quelle    | [ 6 ]  | [ 9 ]  | [ 10 ] | [ 11 ] | [ 12 ] | [ 13 ] | [ 14 ] | [ 15 ] | [ 16 ] | [ 1 ]  |

## Religion
Mainleithen ist evangelisch-lutherisch geprägt und bis heute nach St. Erhard (Goldkronach) gepfarrt.